# 菅原慶吉
菅原 慶吉（すがわら けいきち、1917年〈大正6年〉9月19日 - 1993年〈平成5年〉3月25日）は、日本の政治家。秋田県男鹿市長。

## 来歴
秋田県南秋田郡北浦町（現・男鹿市）出身。北浦町立鹿山高等小学校卒。1937年から兵役に就き、旧満州を転戦する。1945年敗戦でソ連軍の捕虜になり、シベリアに抑留される。1949年に帰国。男鹿市役所で商工市民課長を務め、退職後は男鹿市議会議員となる。1986年に男鹿市長に初当選。1990年に再選。在職中の1993年に死去した。